# Cowboy de ciudad
Cowboy de ciudad (título original Urban Cowboy) es una película de 1980 dirigida por James Bridges.

## Reparto
- John Travolta
- Debra Winger
- Scott Glenn
- Madolyn Smith
- Barry Corbin
- Brooke Alderson

## Sinopsis
Bud (John Travolta) vive en una zona rural y se traslada a Houston(Texas), a la casa de su tío. Consigue trabajo en una refinería. Por las noches acude a la discoteca Gilley's, donde se toca música country y donde todos los clientes van vestidos de cowboy. Allí conoce a Sissy (Debra Winger), y ambos se enamoran y se casan. Un tipo oscuro, Wes (Scott Glenn), se fija en Sissy y se entromete entre ella y Bud. Él pretende divertirse con Sissy y que ella le ayude a cometer un robo en la discoteca.

## Trivialidades
La banda sonora ganó un premio Grammy.